# Chaux-lès-Passavant
Pour les articles homonymes, voir Chaux.
Chaux-lès-Passavant est une commune française située dans le département du Doubs, la région culturelle et historique de Franche-Comté et la région administrative Bourgogne-Franche-Comté.

## Géographie

### Communes limitrophes
Les communes limitrophes sont  Aïssey, Belmont, Gonsans, Magny-Châtelard, Orsans et Vercel-Villedieu-le-Camp.

### Climat
Pour des articles plus généraux, voir Climat de la Bourgogne-Franche-Comté et Climat du Doubs.
En 2010, le climat de la commune est de type climat de montagne, selon une étude du Centre national de la recherche scientifique s'appuyant sur une série de données couvrant la période 1971-2000. En 2020, Météo-France publie une typologie des climats de la France métropolitaine dans laquelle la commune est dans une zone de transition entre le climat semi-continental et le climat de montagne et est dans la région climatique  Jura, caractérisée par une forte pluviométrie en toutes saisons (1 000 à 1 500 mm/an), des hivers rigoureux et un ensoleillement médiocre. 
Pour la période 1971-2000, la température annuelle moyenne est de 8,9 °C, avec une amplitude thermique annuelle de 16,9 °C. Le cumul annuel moyen de précipitations est de 1 283 mm, avec 13,3 jours de précipitations en janvier et 10,5 jours en juillet. Pour la période 1991-2020, la température moyenne annuelle observée sur la station météorologique de Météo-France la plus proche, « Adam-lès-Vercel », sur la commune d'Adam-lès-Vercel à 8 km à vol d'oiseau, est de 9,8 °C et le cumul annuel moyen de précipitations est de 1 510,7 mm. 
La température maximale relevée sur cette station est de 38,4 °C, atteinte le 24 juillet 2019 ; la température minimale est de −22,9 °C, atteinte le 2 mars 2005,,. 
Les paramètres climatiques de la commune ont été estimés pour le milieu du siècle (2041-2070) selon différents scénarios d'émission de gaz à effet de serre à partir des nouvelles projections climatiques de référence DRIAS-2020. Ils sont consultables sur un site dédié publié par Météo-France en novembre 2022.

## Urbanisme

### Typologie
Au 1er janvier 2024, Chaux-lès-Passavant est catégorisée commune rurale à habitat dispersé, selon la nouvelle grille communale de densité à 7 niveaux définie par l'Insee en 2022.
Elle est située hors unité urbaine. Par ailleurs la commune fait partie de l'aire d'attraction de Besançon, dont elle est une commune de la couronne,. Cette aire, qui regroupe 310 communes, est catégorisée dans les aires de 200 000 à moins de 700 000 habitants,.

### Occupation des sols

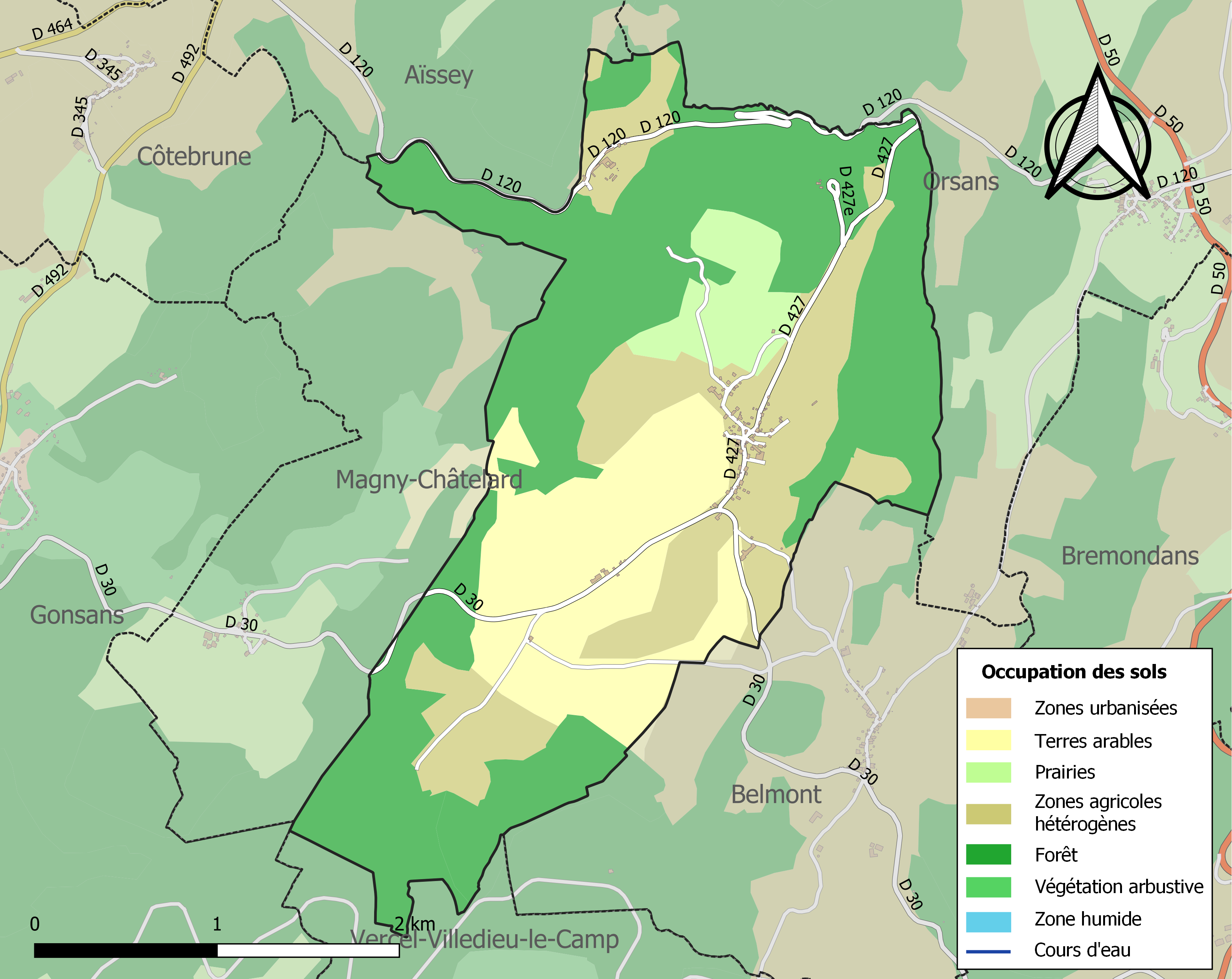
Carte des infrastructures et de l'occupation des sols de la commune en 2018 (CLC).

L'occupation des sols de la commune, telle qu'elle ressort de la base de données européenne d’occupation biophysique des sols Corine Land Cover (CLC), est marquée par l'importance des forêts et milieux semi-naturels (50,2 % en 2018), une proportion identique à celle de 1990 (50,2 %). La répartition détaillée en 2018 est la suivante : 
forêts (50,2 %), zones agricoles hétérogènes (24,7 %), terres arables (19,9 %), prairies (5,3 %). L'évolution de l’occupation des sols de la commune et de ses infrastructures peut être observée sur les différentes représentations cartographiques du territoire : la carte de Cassini (XVIIIe siècle), la carte d'état-major (1820-1866) et les cartes ou photos aériennes de l'IGN pour la période actuelle (1950 à aujourd'hui).

## Toponymie
Calmis en 1156 ; Chas en 1249 ; Chalx en 1348 ; Chulx en 1500 ; Chaux en 1520 ; Chaux-lès-Passavant depuis le XIVe siècle.
Chaux : provient d'un terme gaulois calmis ou calma « haut plateau dénudé, plateau rocheux ».

## Politique et administration

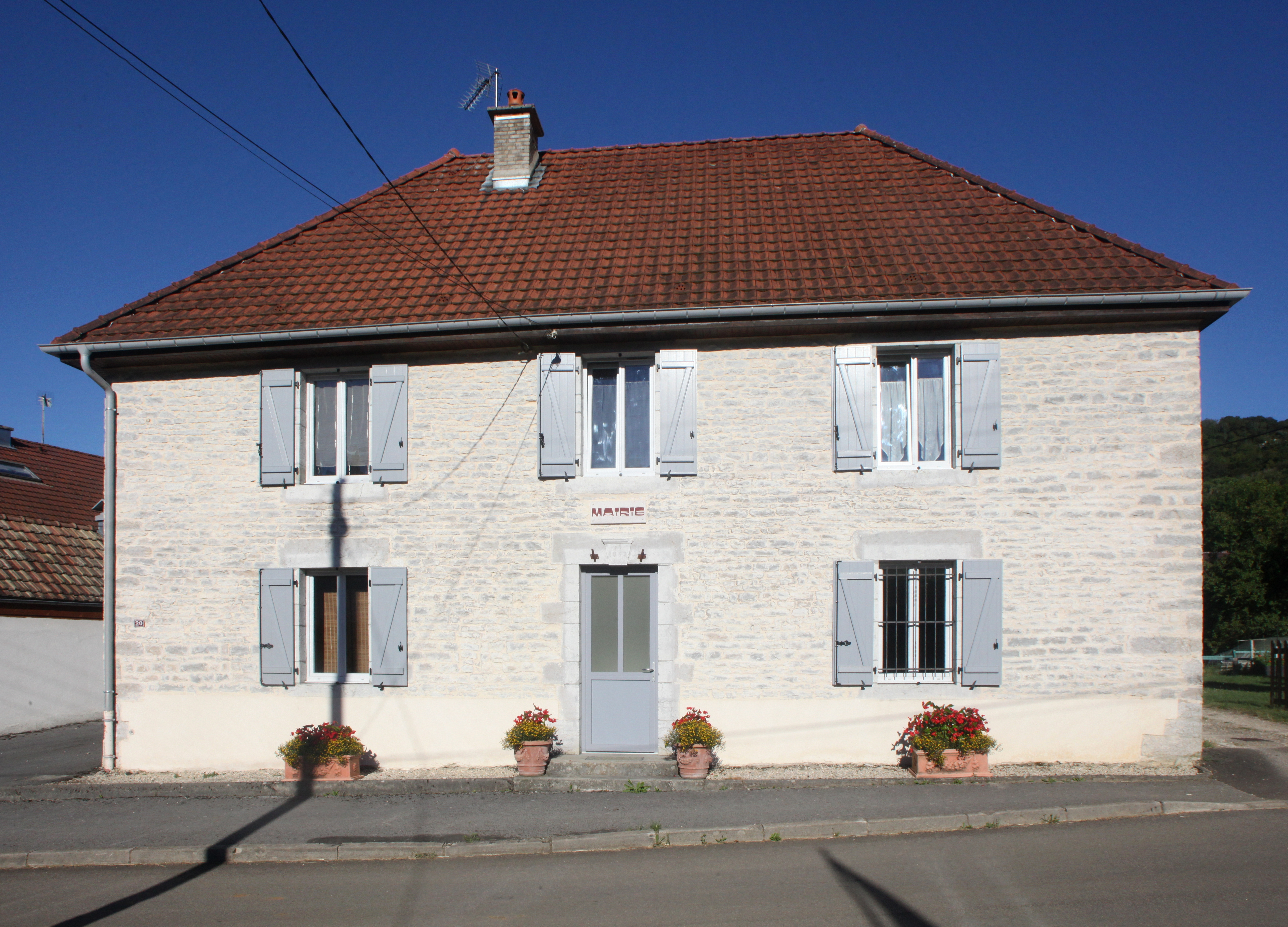
Mairie.

| Période                                  | Période  | Identité       | Étiquette | Qualité         |
| ---------------------------------------- | -------- | -------------- | --------- | --------------- |
| mars 2001                                | 2014     | Anne Sangare   |           |                 |
| mars 2014                                | mai 2020 | Anne Cassard   | DVD       | Agent technique |
| mai 2020                                 | En cours | Gérard Jacquin |           |                 |
| Les données manquantes sont à compléter. |          |                |           |                 |

## Démographie
L'évolution du nombre d'habitants est connue à travers les recensements de la population effectués dans la commune depuis 1793. Pour les communes de moins de 10 000 habitants, une enquête de recensement portant sur toute la population est réalisée tous les cinq ans, les populations de référence des années intermédiaires étant quant à elles estimées par interpolation ou extrapolation. Pour la commune, le premier recensement exhaustif entrant dans le cadre du nouveau dispositif a été réalisé en 2004.

En 2022, la commune comptait 121 habitants, en évolution de −12,95 % par rapport à 2016 (Doubs : +1,88 %, France hors Mayotte : +2,11 %).
| 1793 | 1800 | 1806 | 1821 | 1831 | 1836 | 1841 | 1846 | 1851 |
| ---- | ---- | ---- | ---- | ---- | ---- | ---- | ---- | ---- |
| 198  | 264  | 371  | 338  | 390  | 404  | 348  | 293  | 340  |

| 1856 | 1861 | 1866 | 1872 | 1876 | 1881 | 1886 | 1891 | 1896 |
| ---- | ---- | ---- | ---- | ---- | ---- | ---- | ---- | ---- |
| 330  | 358  | 322  | 318  | 312  | 273  | 252  | 270  | 251  |

| 1901 | 1906 | 1911 | 1921 | 1926 | 1931 | 1936 | 1946 | 1954 |
| ---- | ---- | ---- | ---- | ---- | ---- | ---- | ---- | ---- |
| 262  | 232  | 221  | 175  | 172  | 206  | 239  | 221  | 209  |

| 1962 | 1968 | 1975 | 1982 | 1990 | 1999 | 2004 | 2006 | 2009 |
| ---- | ---- | ---- | ---- | ---- | ---- | ---- | ---- | ---- |
| 191  | 192  | 164  | 154  | 137  | 144  | 148  | 147  | 149  |

| 2014 | 2019 | 2022 | - | - | - | - | - | - |
| ---- | ---- | ---- | - | - | - | - | - | - |
| 146  | 122  | 121  | - | - | - | - | - | - |

## Lieux et monuments
- Abbaye de la Grâce-Dieu.

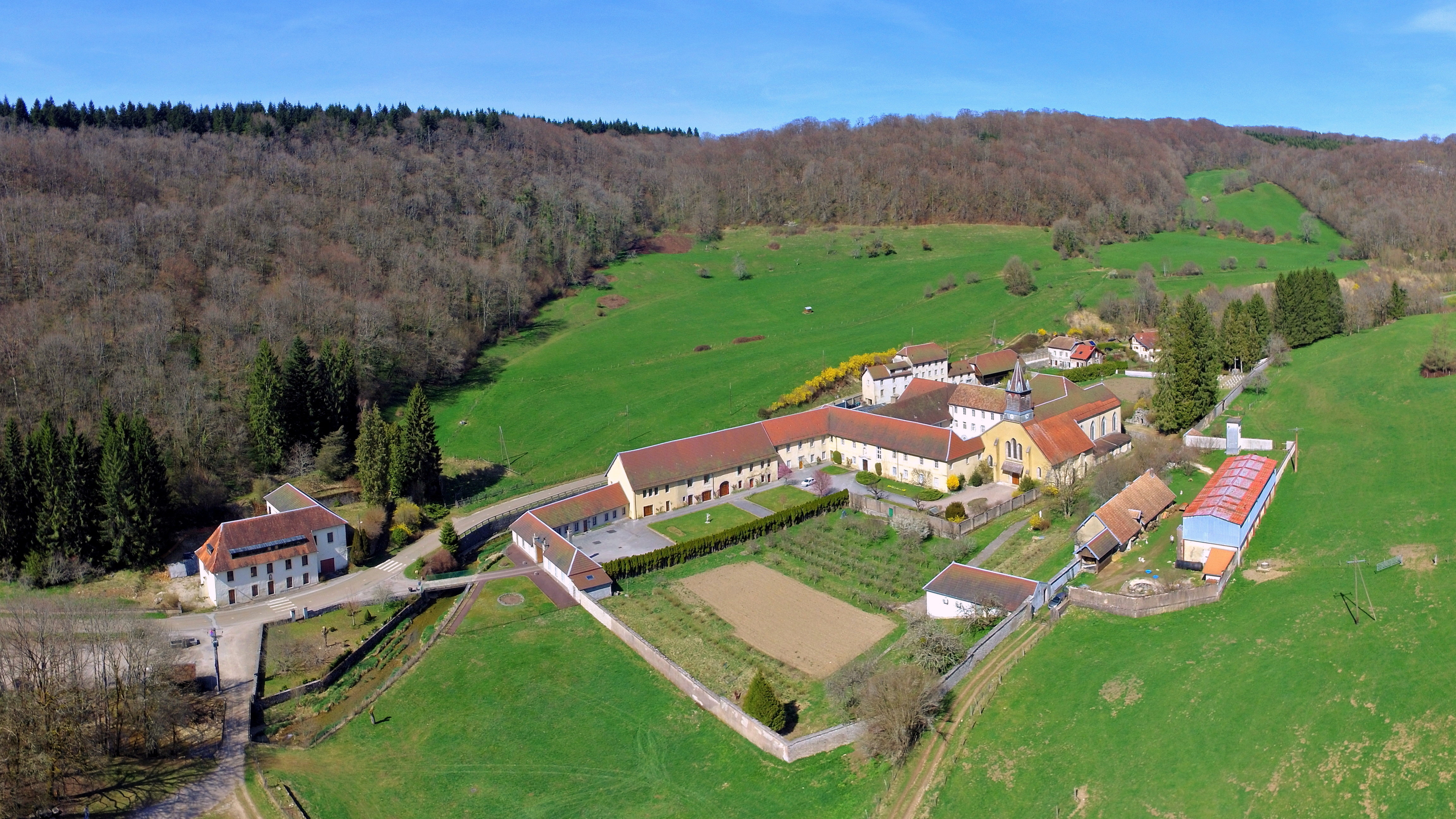
Vue générale de l'abbaye de la Grâce-Dieu.
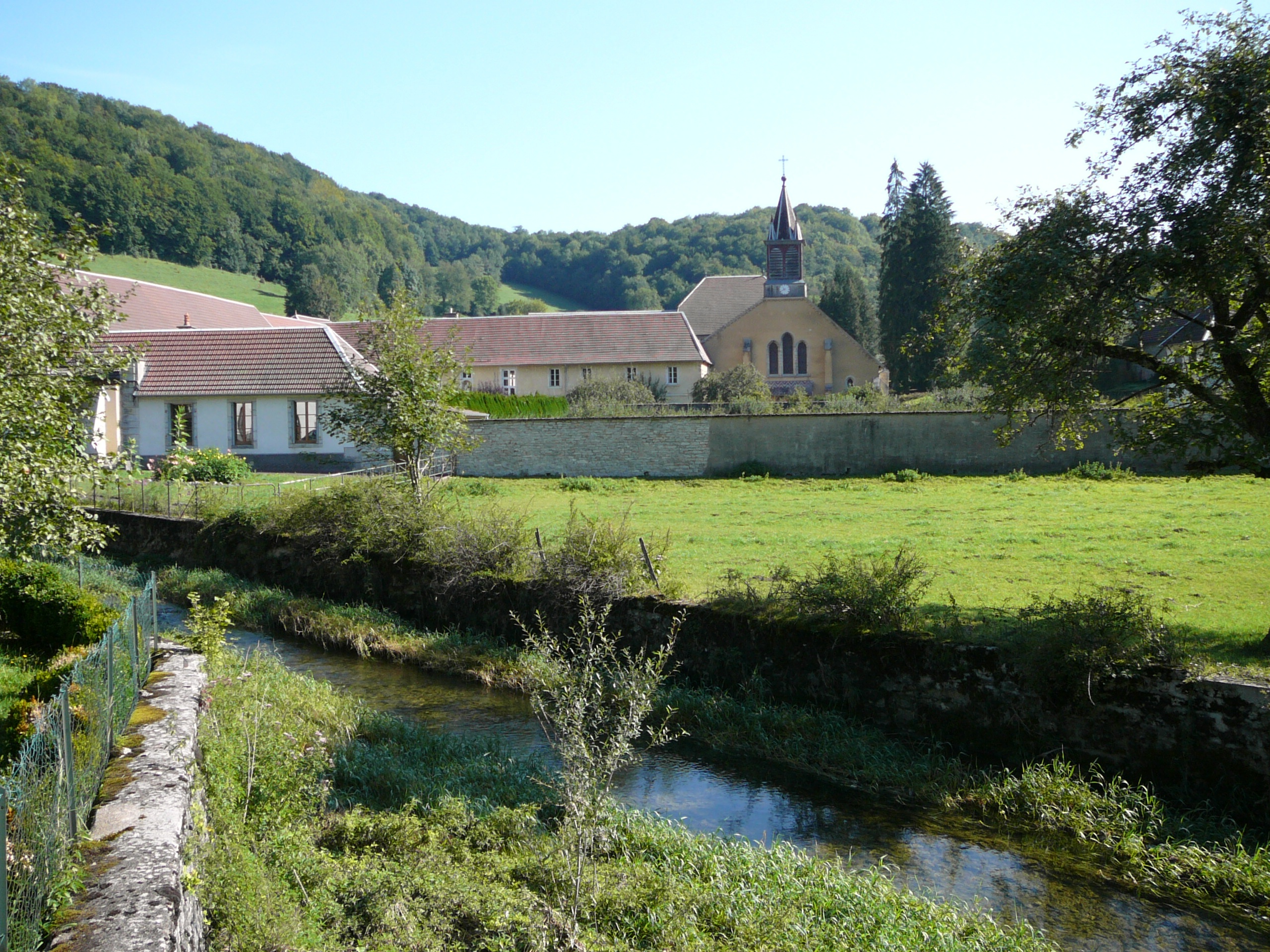
L'Audeux à l'abbaye de la Grâce-Dieu.

- Les cascades de l'Audeux

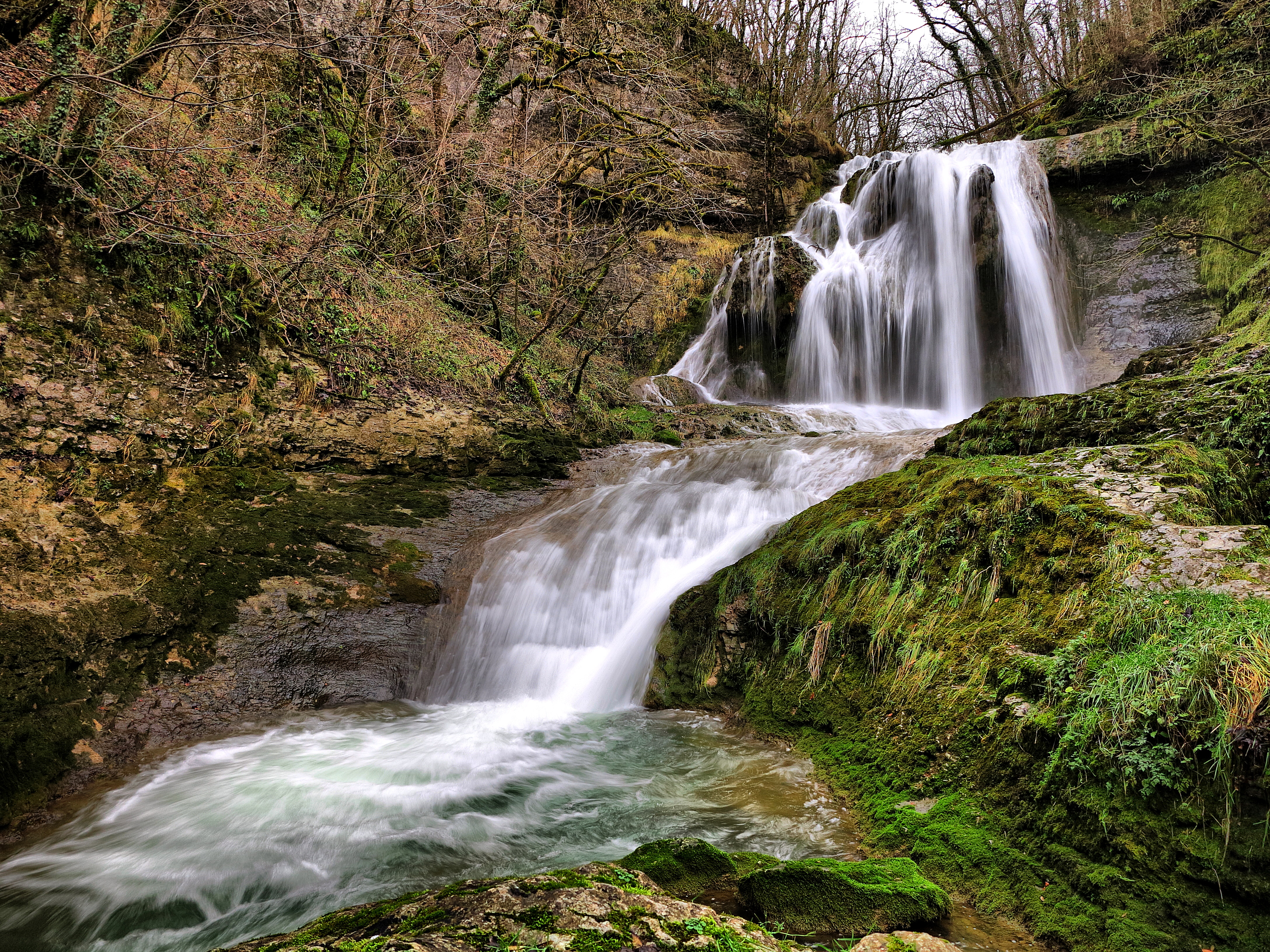
La grande cascade sur l'Audeux.
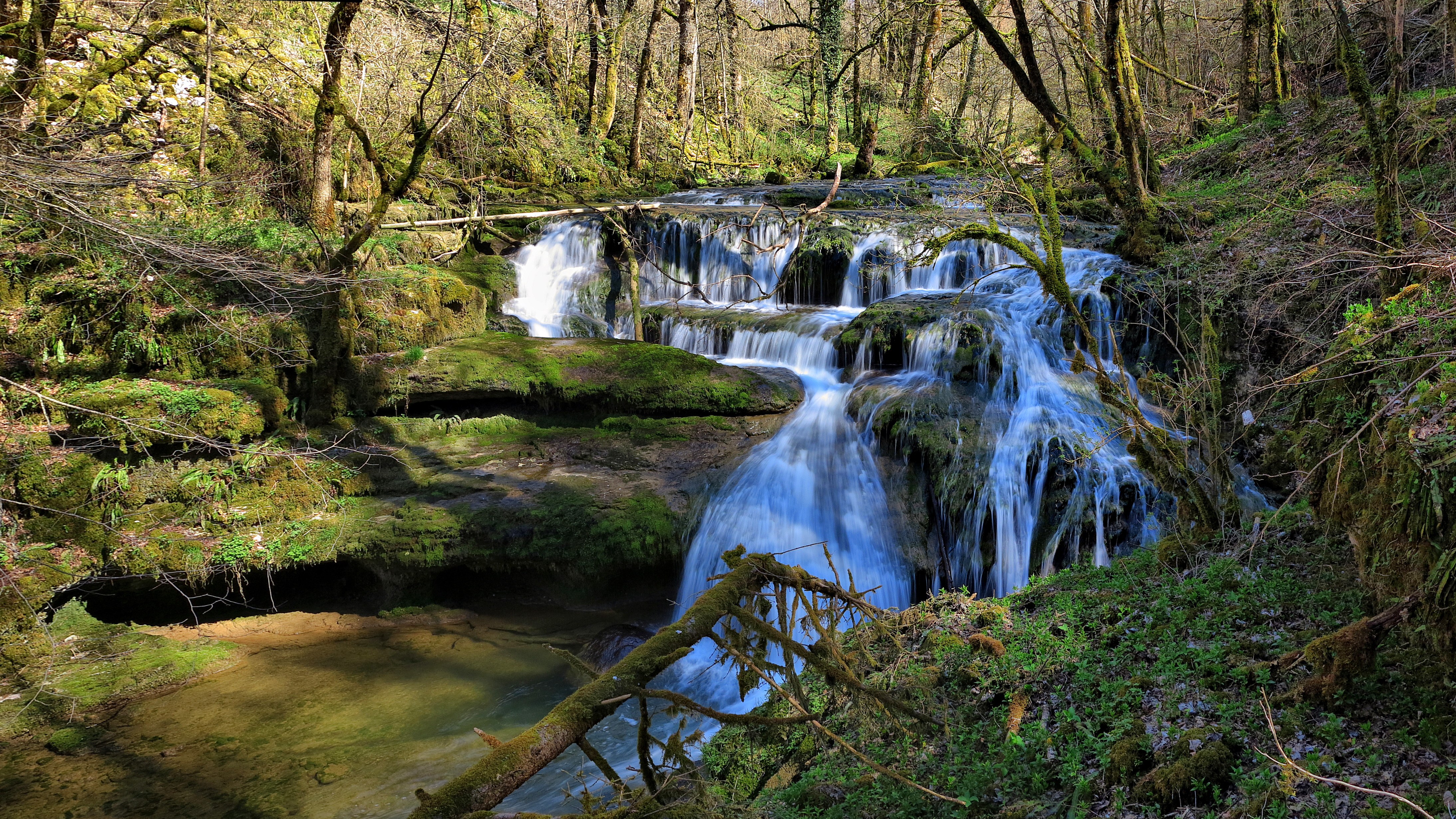
La cascade amont sur l'Audeux.

- Grotte de la Glacière, la grotte avec glacier la moins haute de France (altitude 525 m), profondeur 60 m.

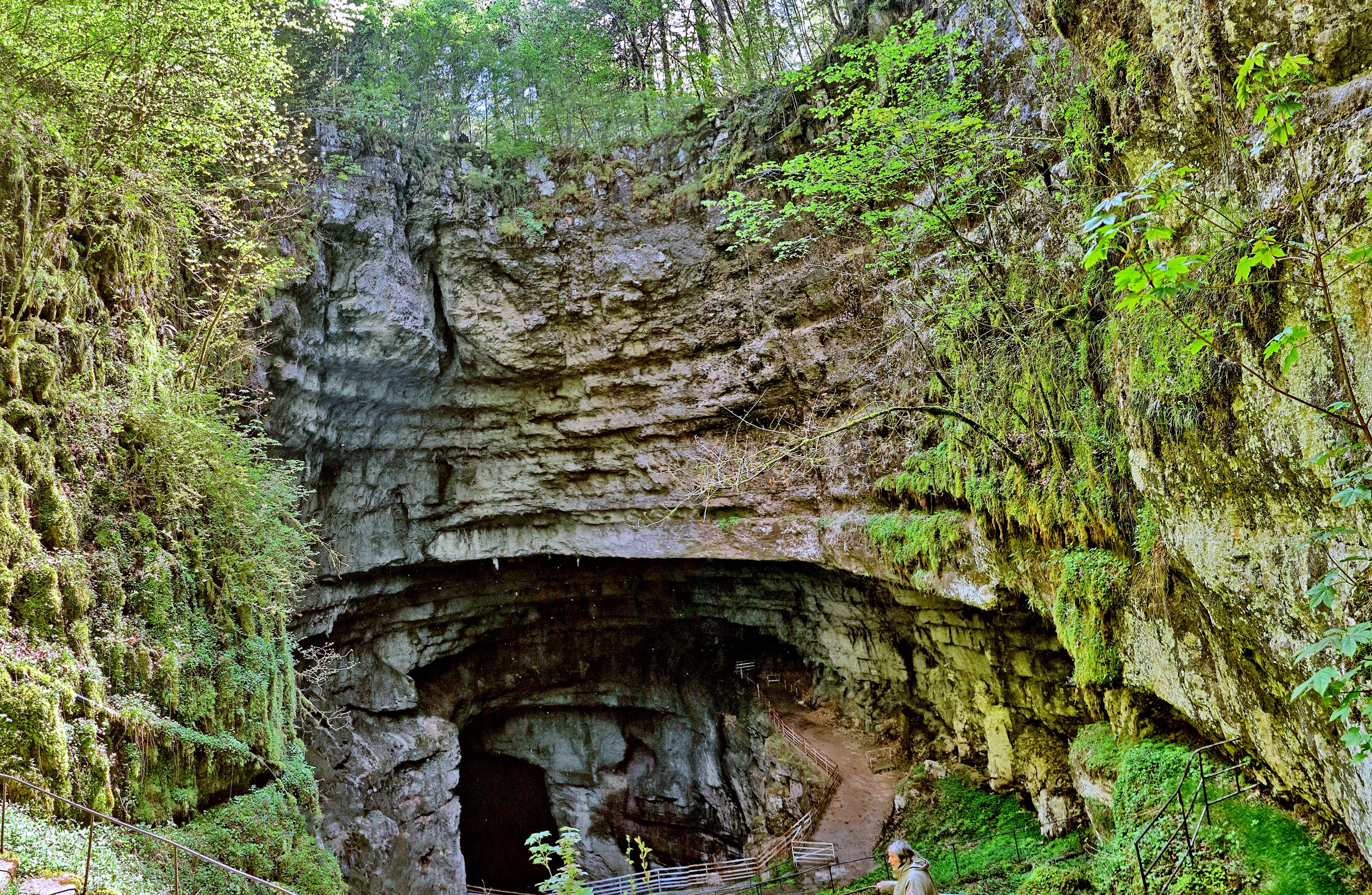
La grotte vue depuis l'entrée.
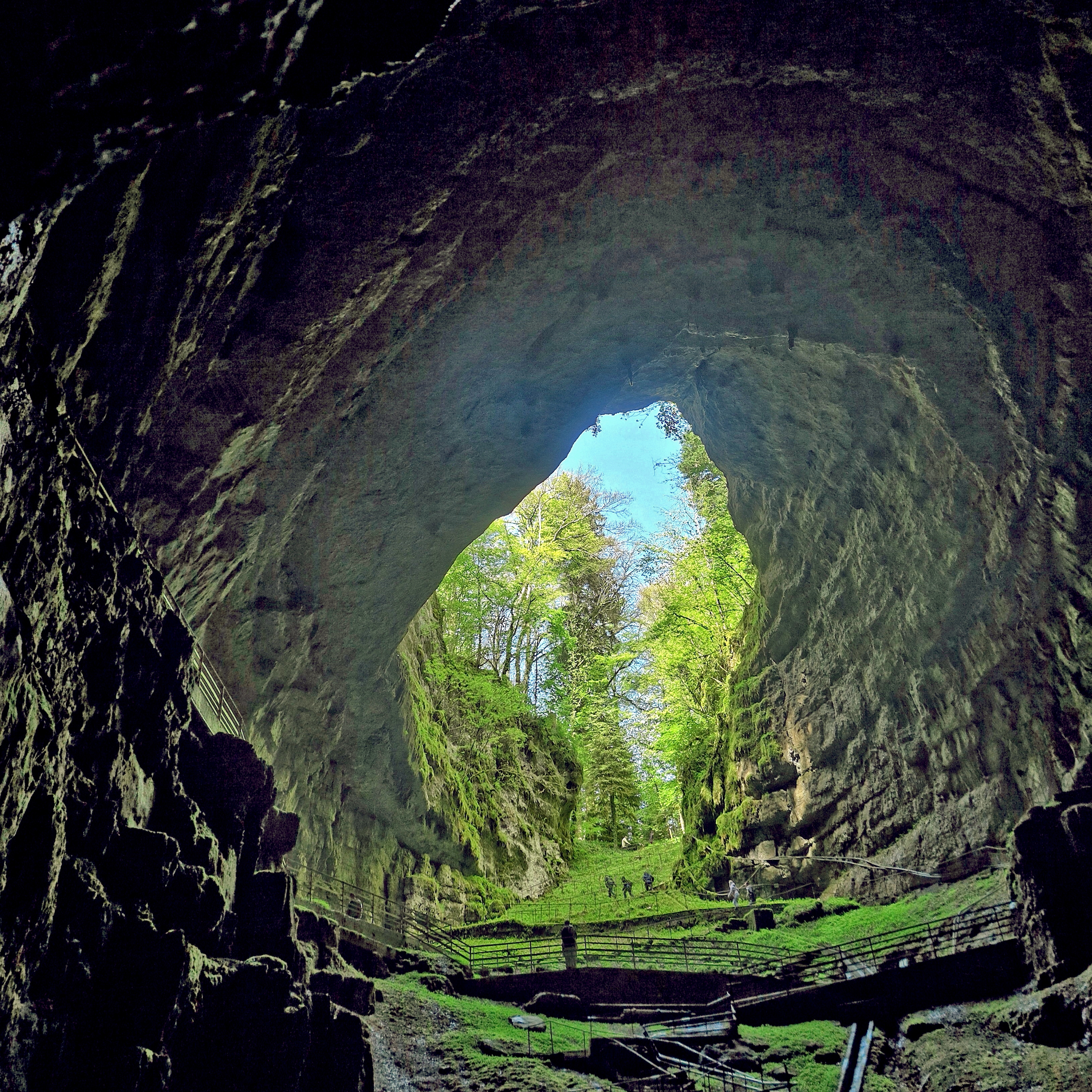
La grotte vue depuis l'intérieur.

- L'église de l'Immaculée-Conception édifiée en 1755.
- Les lavoirs-abreuvoirs.

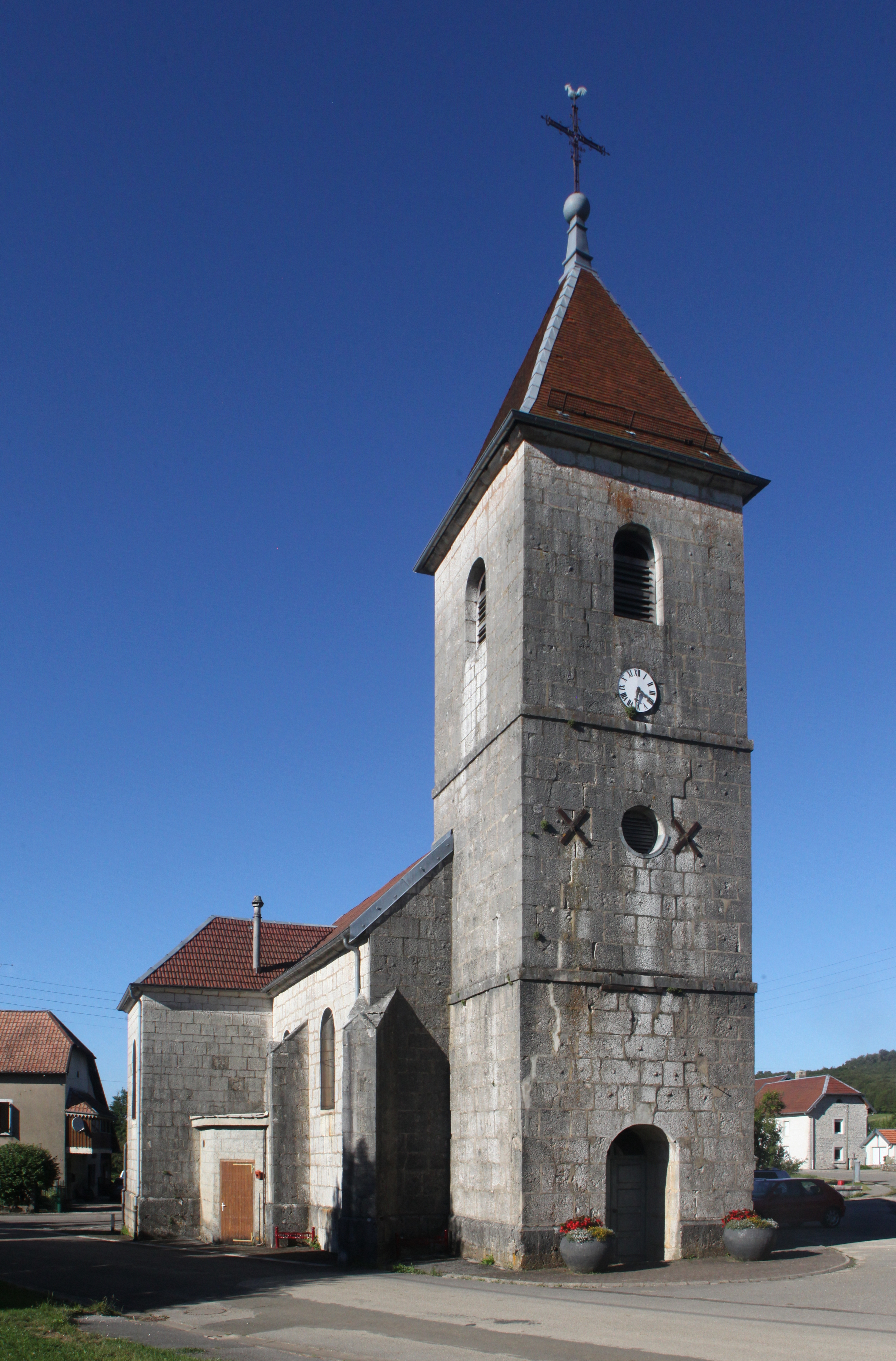
Église.
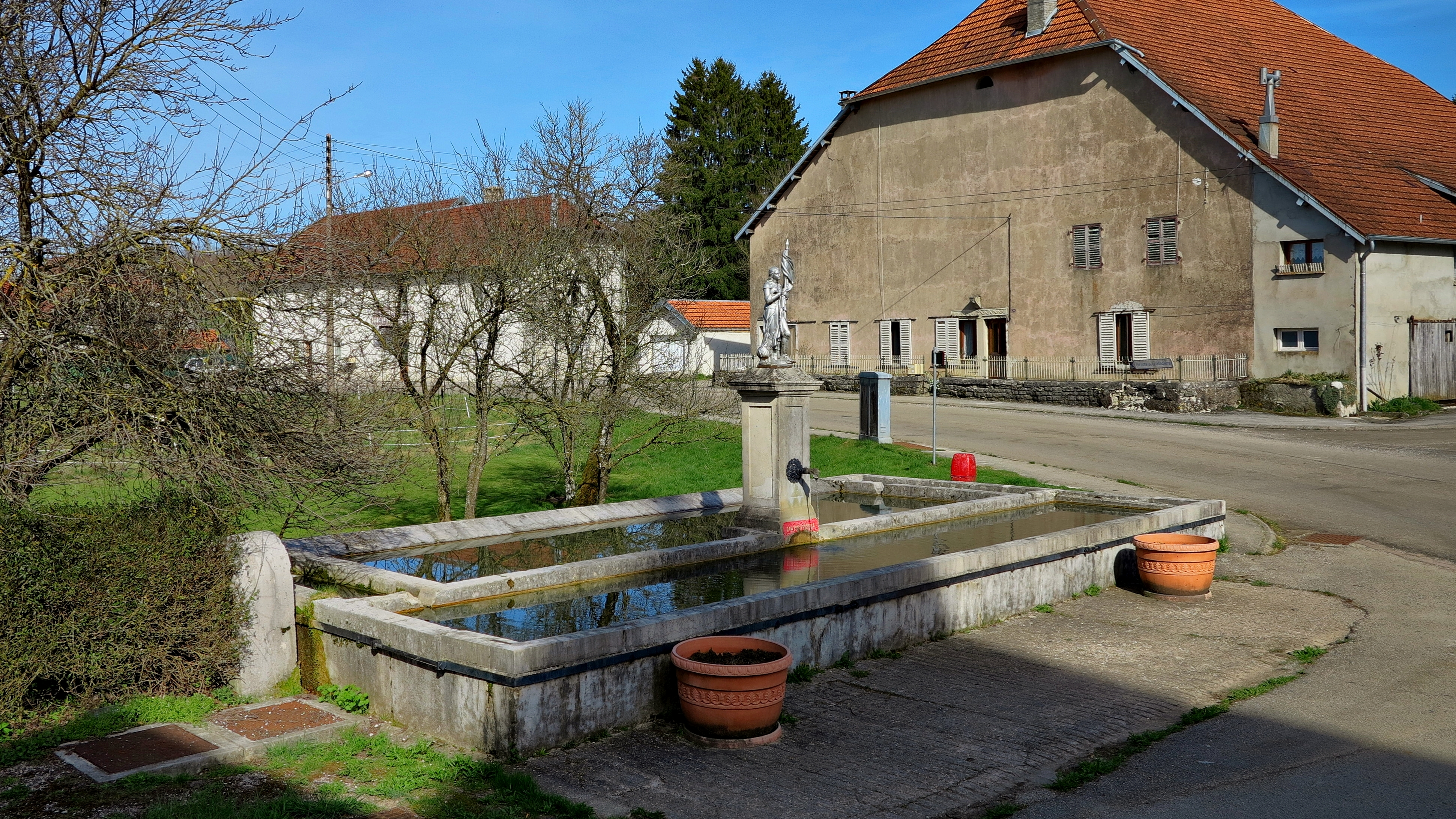
Lavoir-abreuvoir.
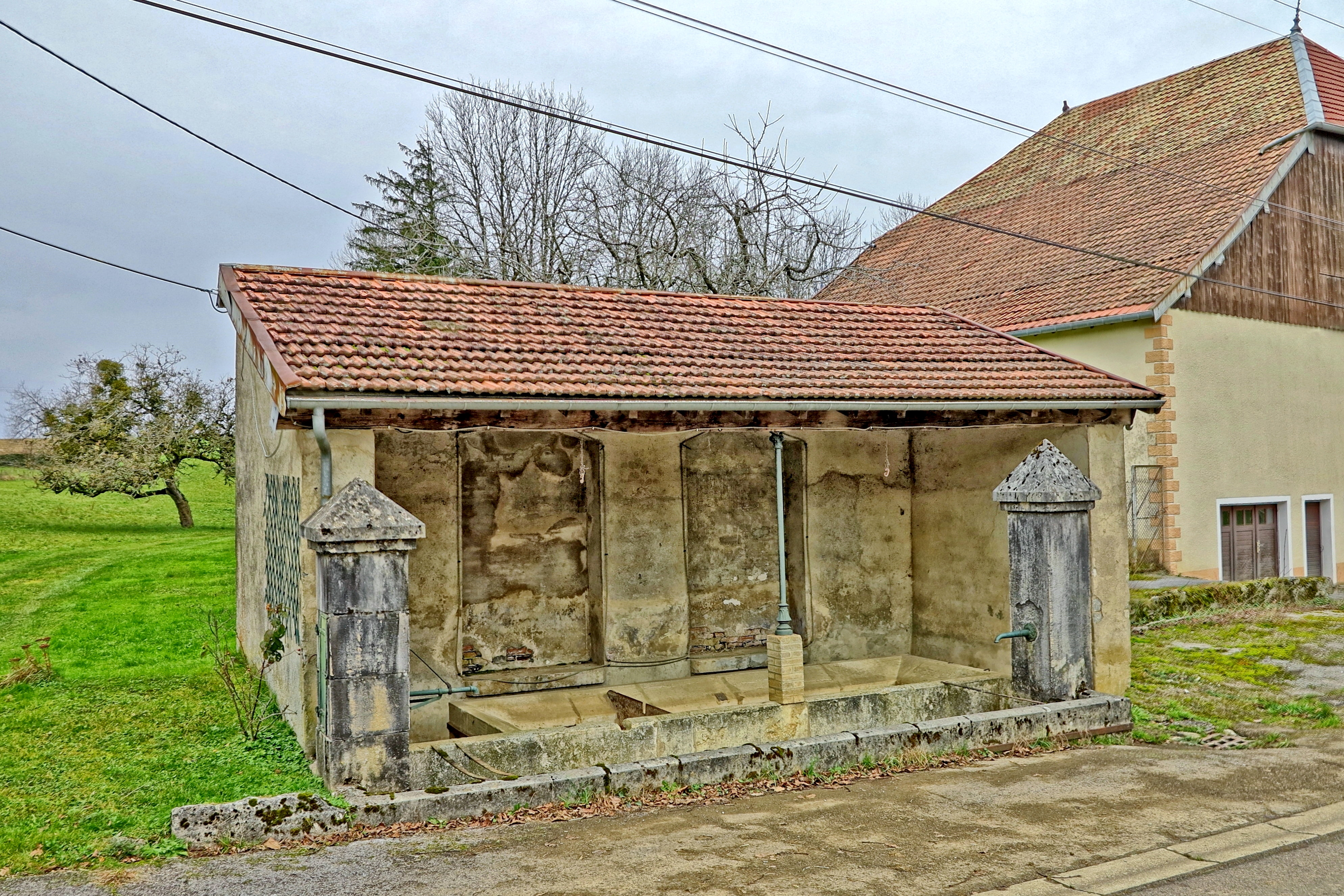
Lavoir couvert.
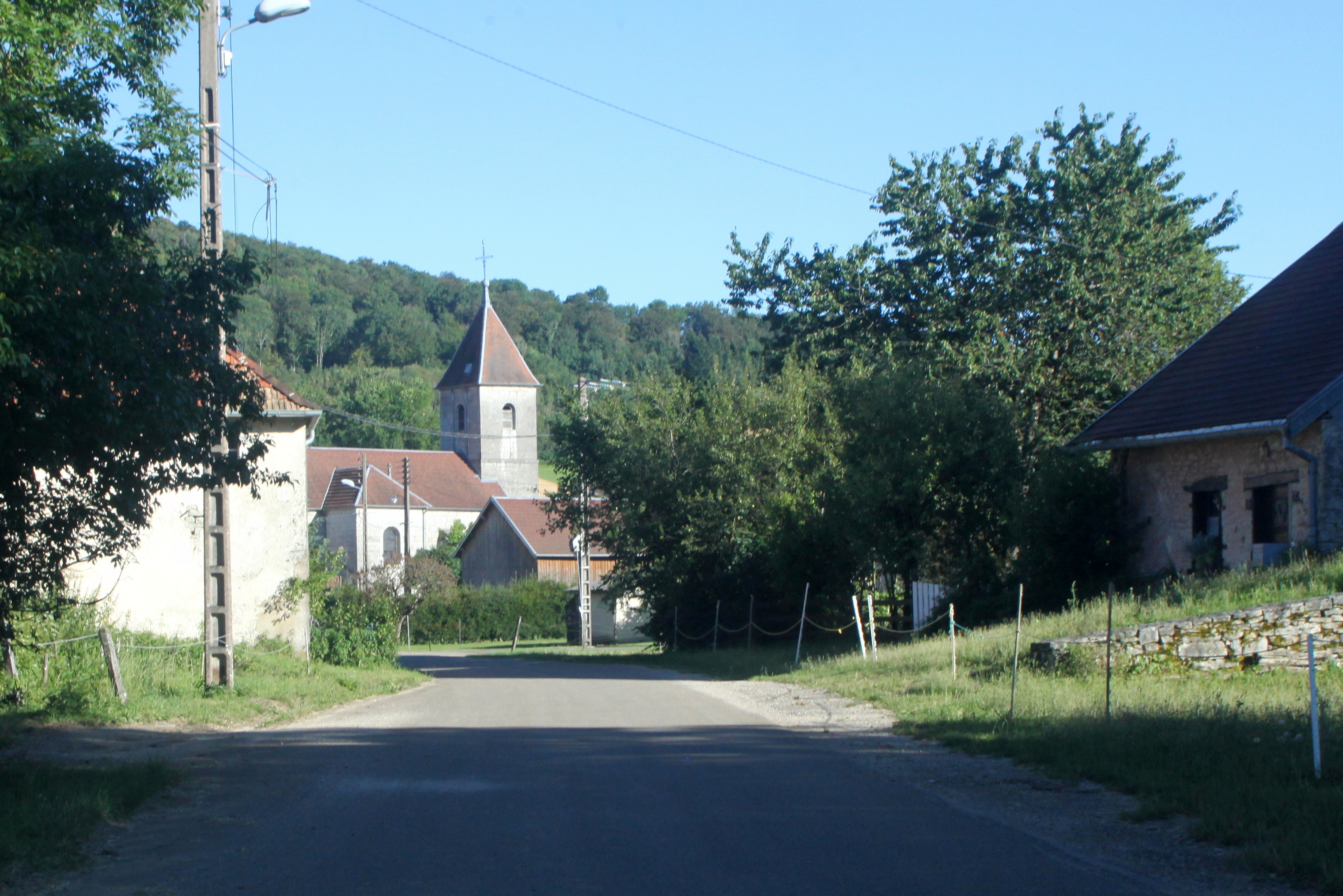
Rue du village.
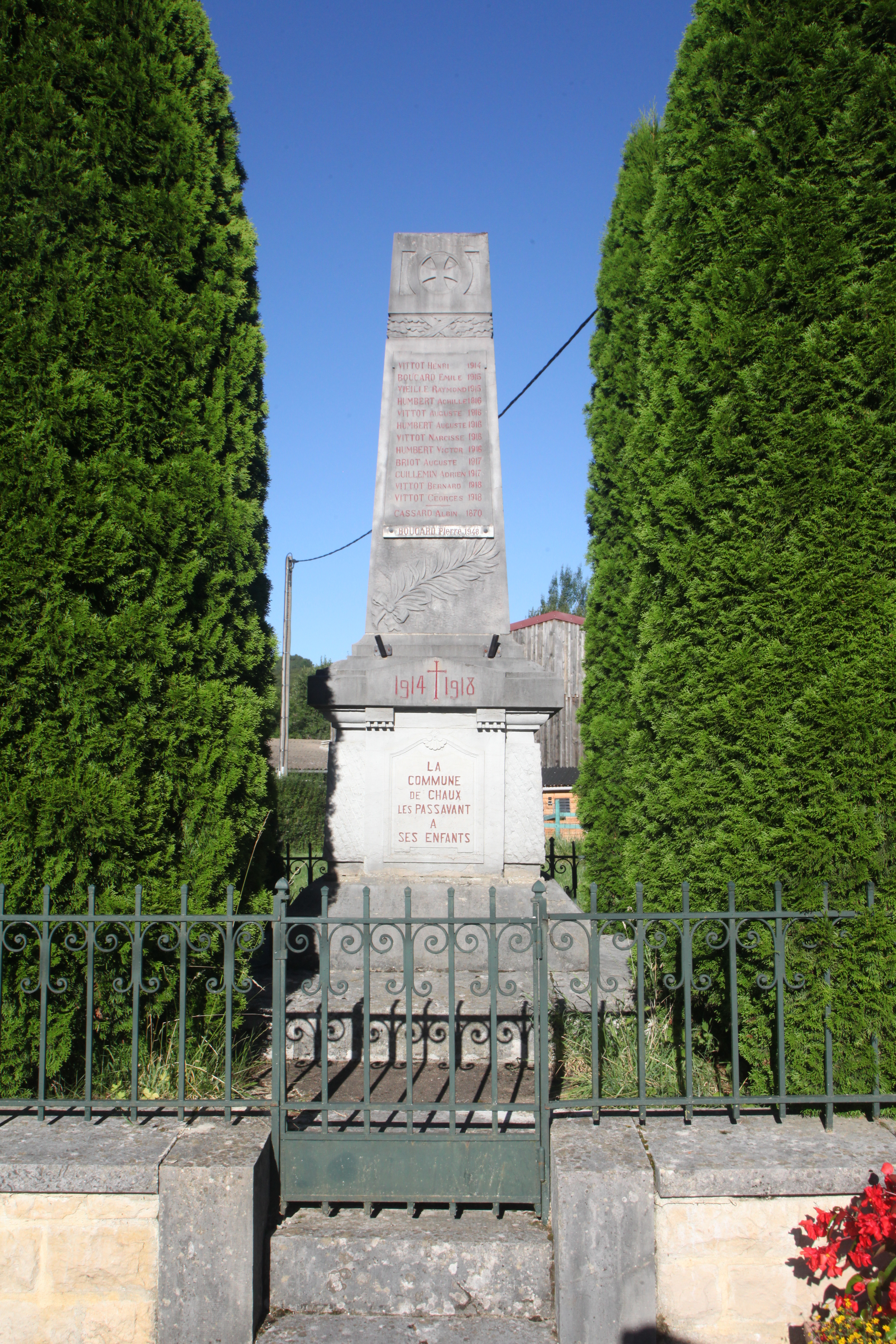
Monument aux morts.